# Haŭja
Haŭja (vitryska: Гаўя, ryska: Gav’ya) är ett vattendrag i Belarus. Det ligger i den nordvästra delen av landet, 130 km väster om huvudstaden Minsk.
I omgivningarna runt Haŭja växer i huvudsak blandskog. Runt Haŭja är det ganska glesbefolkat, med 34 invånare per kvadratkilometer.